# Irsko na Letních olympijských hrách 1928
Irsko se účastnilo Letní olympiády 1928 v nizozemském Amsterdamu.

## Medailisté
| Medaile | Jméno               | Sport    | Soutěž            |
| ------- | ------------------- | -------- | ----------------- |
| Zlato   | Patrick O’Callaghan | Atletika | Muži hod kladivem |